# Mamo Clark
Mamo Clark (Honolulu, 6 de diciembre de 1914 - Panorama City, California, 18 de diciembre de 1986) fue una actriz estadounidense. En algunas de sus películas aparecía acreditada simplemente como Mamo.

## Biografía
Clark nació en Honolulu (Hawái) y estudió en la Universidad del Sur de California. Su estreno como actriz fue en la película Mutiny on the Bounty de 1935, donde trabajó junto a Clark Gable y Charles Laughton. Al año siguiente apareció en la cinta Robinson Crusoe of Clipper Island interpretando a una princesa polinesia. En 1937, trabajó junto a la actriz Movita Castaneda en The Hurricane, pero su carrera no siguió avanzando, apareciendo posteriormente en varias películas de serie "B". Su último papel importante lo obtuvo en One Million B.C. (1940). Ese mismo año participó en la película de Marlene Dietrich y John Wayne, Seven Sinners.
Tras su retiro, estudió cinematografía en UCLA, y posteriormente escribió un libro sobre su vida titulado Except Their Sun. 
Mamo Clark murió de cáncer en Panorama City (California).